# Хронология вторжения России на Украину (май 2023)
Данная статья является частью хронологии широкомасштабного вторжения РФ на Украину и описывает события, произошедшие в мае 2023 года.

## Май

### 1 мая

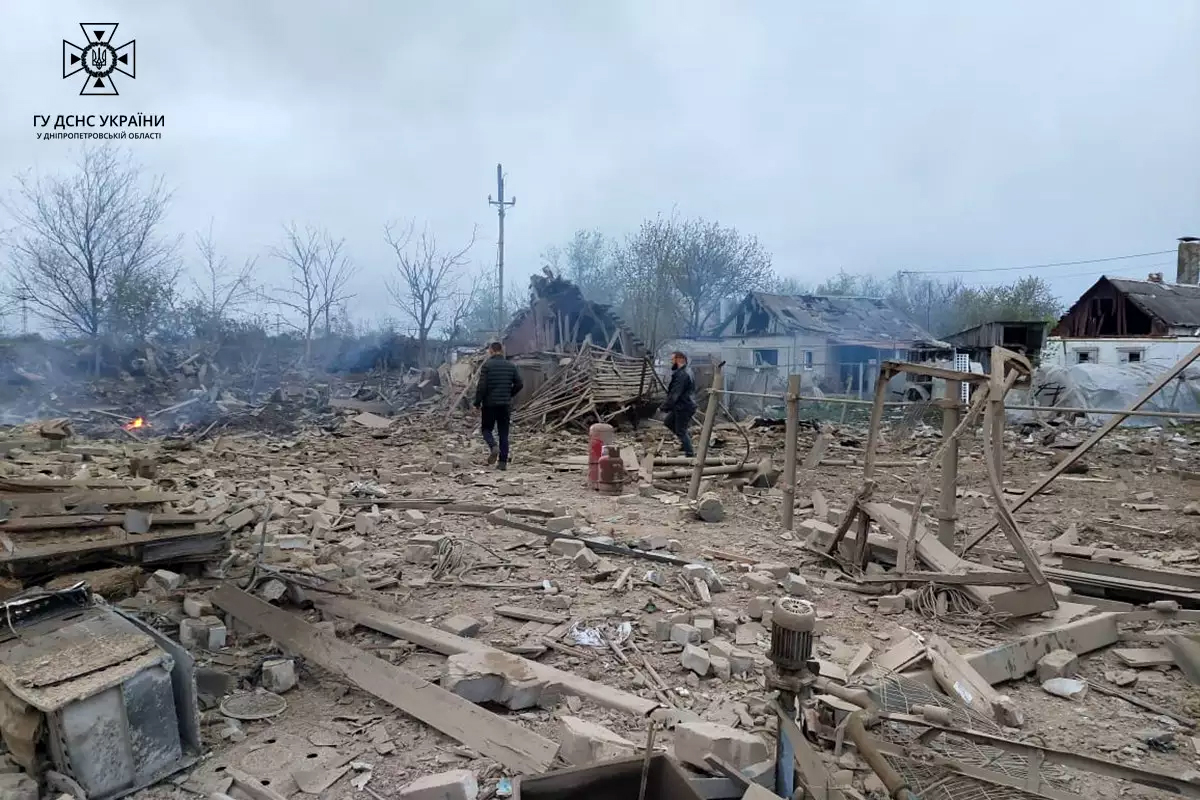
Разрушения в Павлограде

Ночью российская армия нанесла очередной ракетный удар по Украине. По данным украинской стороны, стратегической авиацией из Мурманской области и района Каспийского моря были выпущены 18 крылатых ракет Х-101/Х-555, из которых удалось сбить 15. В Павлограде (Днепропетровская область), по данным местных властей, повреждены промышленное предприятие, 19 многоэтажных и 25 частных домов, 6 образовательных учреждений и 5 магазинов. В Павлоградском районе пострадали 25 человек, в том числе трое детей. По словам представителя российской оккупационной власти Запорожской области Владимира Рогова, целями были железнодорожные склады и топливные резервуары. Аналитики ISW отмечают что одна из ракет попала в Павлоградский химический завод. Часть ракет летела на Киев. По данным городской администрации, все они были сбиты, жертв и разрушений нет.
Министерство обороны РФ заявило о нанесении высокоточными ракетами большой дальности ударов по объектам военно-промышленного комплекса Украины. Согласно заявлению, цели ударов были достигнуты — было нарушено функционирование предприятий, производящих вооружение, военную технику и боеприпасы для ВСУ.
Министерство обороны Великобритании сообщило о постройке Россией одного из самых больших оборонительных комплексов в мире за последние несколько десятков лет. В отчете ведомства упоминается многоуровневая защитная зона по периметру Крыма рядом с Макеевкой, а также сотни километров траншей, вырытых на границах Белгородской и Курской областей с Украиной.

### 2 мая
Согласно сообщению губернатора Брянской области Александра Богомаза, украинские войска обстреляли село Курковичи Стародубского муниципального района. Пострадавших в результате обстрела нет, в одном из домовладений возник пожар.

### 3 мая

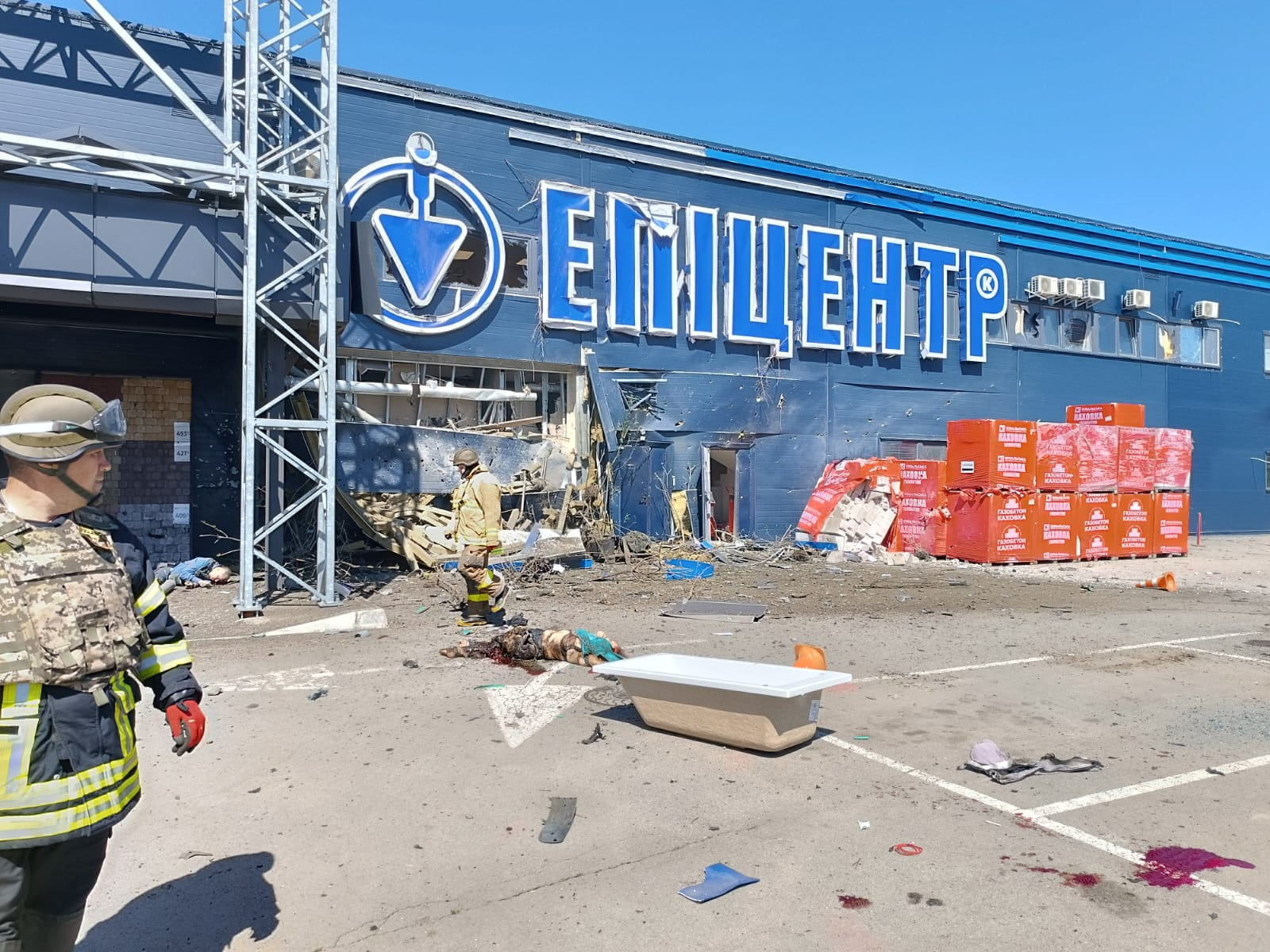
Гипермаркет «Эпицентр» и тело погибшего от обстрела в Херсоне

Ночью российские войска атаковали Украину беспилотниками-камикадзе. По данным украинской стороны, было запущено 26 беспилотников «Шахед», из которых удалось сбить 21 — в том числе все летевшие на Киев. В Кропивницком 3 беспилотника атаковали нефтебазу (всего к этому дню российская армия, по данным Украины, разрушила в стране 35 нефтебаз). 7 беспилотников сбиты в Днепропетровской области; от обломков одного из них загорелось административное здание. В Николаевской области один беспилотник поразил частный дом и ещё один был сбит.
Массированный российский обстрел Херсона: обстреляны гипермаркет «Эпицентр», магазин «АТБ», вокзал и другие объекты. По данным местных властей, за сутки от обстрелов Херсона и области погибли 23 и ранены 46 человек (позже одна из раненых умерла в больнице).
ФСБ России заявила об аресте семерых человек, связанных с украинской разведкой, которые были обвинены в планировании серии диверсионно-террористических актов в Крыму. Согласно заявлению, планировались нападения на российских чиновников, в том числе губернатора Крыма Сергея Аксенова, и были изъяты взрывчатые вещества, идентичные использованным при нападениях, которые имели место в феврале.
По информации пресс-службы Кремля, два украинских БПЛА ночью предприняли попытку атаковать резиденцию Владимира Путина. Оба летательных аппарата были выведены из строя системами радиолокационной борьбы. Пострадавших и материального ущерба не зафиксировано. Отдельно было отмечено, что Владимир Путин не пострадал и его рабочий график не изменился. Произошедшее Кремль назвал спланированной террористической атакой и покушением на президента РФ. Также, согласно сообщению, Россия оставила за собой право на ответные меры, которые примет по своему усмотрению, когда посчитает нужным.

### 4 мая
В ночь на 4 мая российская армия вновь атаковала Украину беспилотниками. По данным украинских военных, из Брянской области и с восточного побережья Азовского моря было запущено 24 беспилотника «Shahed-136/131», из которых были сбиты 18 (в том числе все летевшие на Киев). 15 дронов летели на Одессу; 12 из них были сбиты, а 3 попали в общежития учебного заведения. Пострадавших нет. Кроме того, командование Воздушных сил ВСУ впервые заявило о сбитии российской ракеты «Кинжал». Как сообщается, это было сделано с помощью системы ПВО Patriot над Киевской областью.

### 6 мая

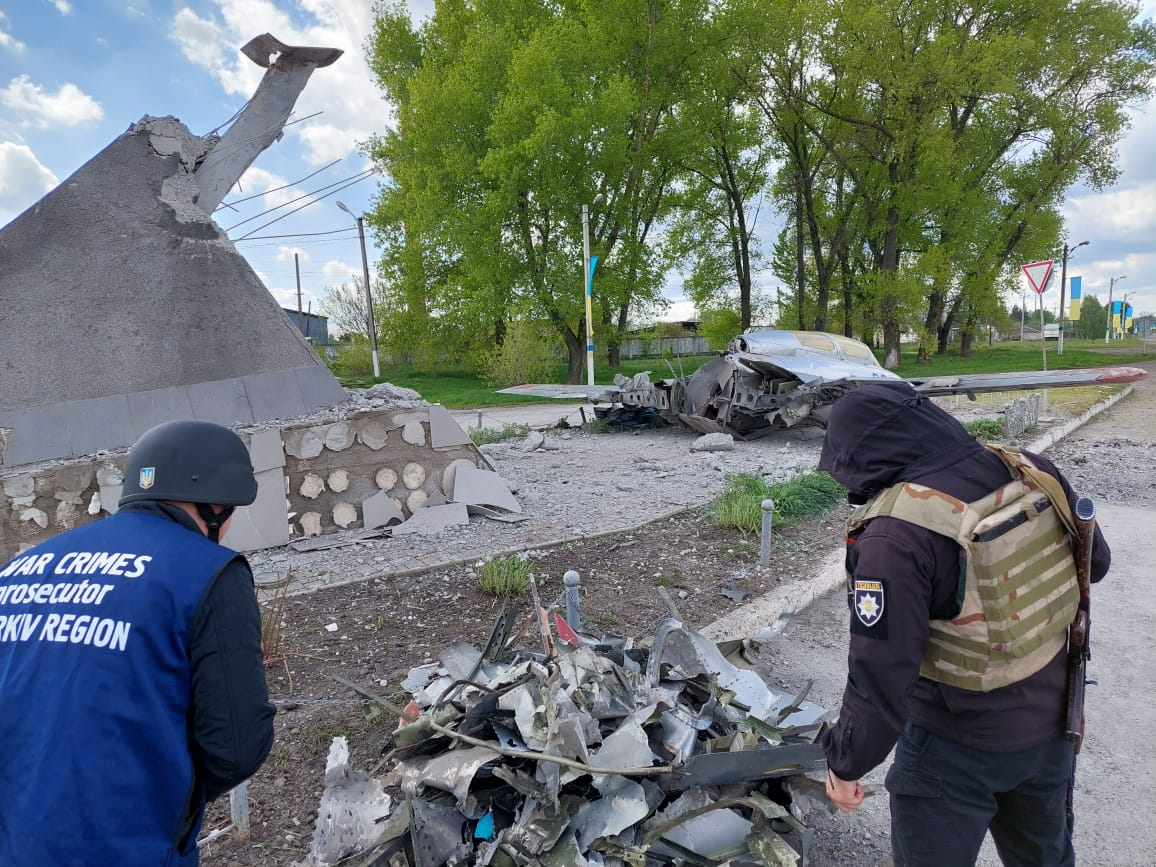
Разрушенный обстрелом самолёт-памятник в Волчанске

Обмен пленными между Украиной и Россией. Украинская сторона сообщила о возврате 45 защитников «Азовстали», а российская — трёх военных лётчиков.

### 8 мая

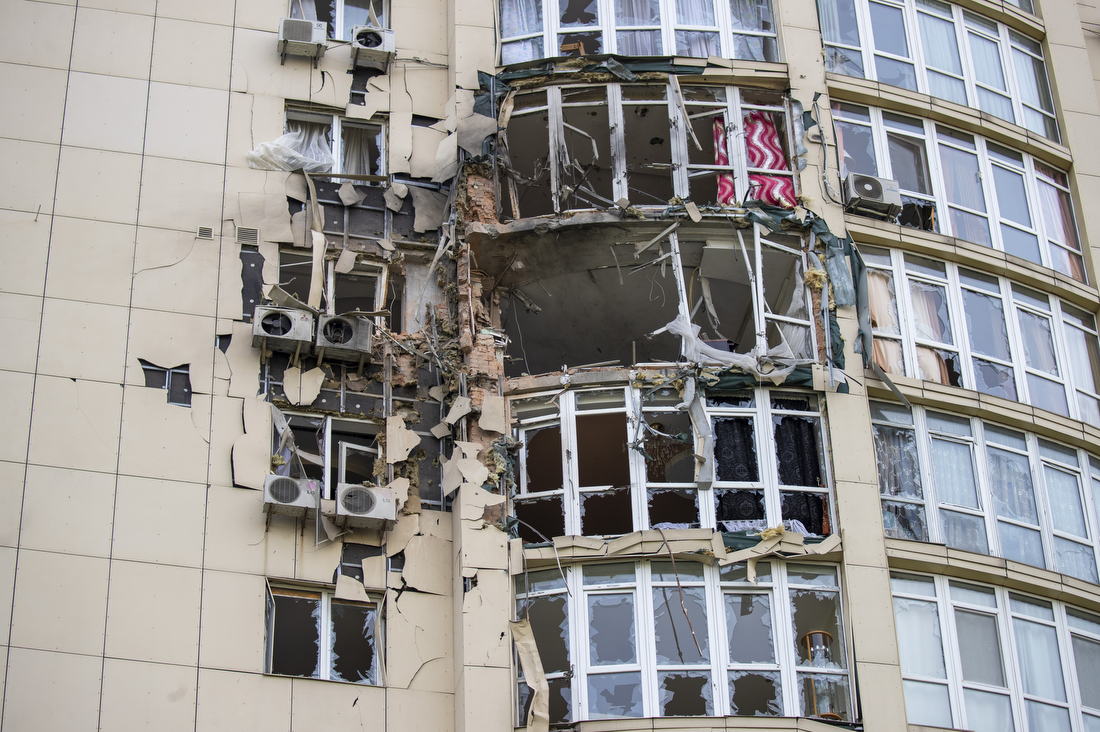
Повреждённый обломками дрона дом в Киеве

Россия нанесла беспилотные, ракетные и воздушные удары по Киеву и другим украинским городам. Эта атака стала одной из крупнейших и стала частью эскалации накануне 9 мая. Военные заявили, что за последние сутки был нанесен 61 удар и 52 залпа РСЗО по украинским позициям и населенным пунктам. Было выпущено 16 ракет по Харьковской, Херсонской, Николаевской и Одесской областям.
По данным Украины, 35 дронов «Шахед» с аэродрома Сеща были запущены на Киев. Все они были сбиты, но обломки повредили жилые дома, автомобили, газопровод и прочие объекты; 5 человек были ранены. В Одесской области ракеты попали по рекреационной зоне на морском побережье, а также был уничтожен склад с гуманитарной помощью Красного Креста. Погиб охранник, ещё три человека ранены. Вечером по Харькову и области было выпущено не менее 6 ракет С-300.

### 9 мая

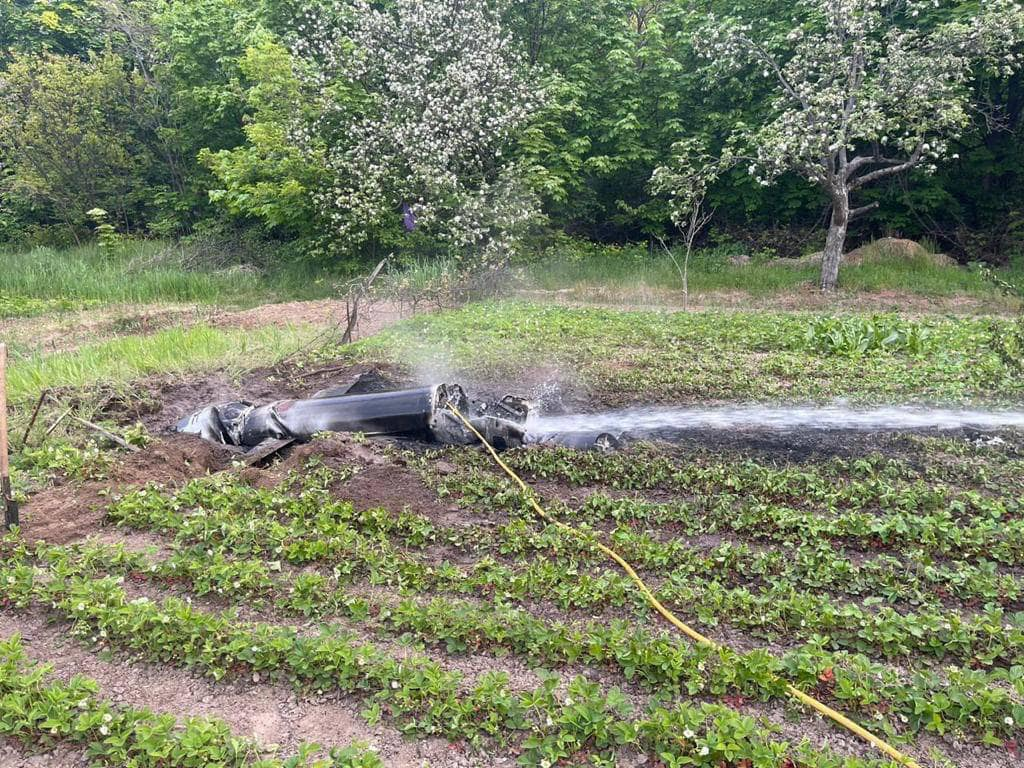
Сбитая крылатая ракета на окраине Киева

В ночь на 9 мая российская армия совершила очередной ракетный обстрел Украины. По украинским данным, было выпущено 8 ракет «Калибр» (все сбиты) и 17 ракет Х-101/Х-555 (сбиты 14). Около 15 ракет были сбиты вокруг Киева (от одного из обломков загорелся частный дом). 8 ракет были выпущены по Днепропетровской области; по данным местных властей, все они сбиты, но обломки одной упали на дом в Днепре, ранив человека.
9-10 мая 3-я отдельная танковая бригада ВСУ выбила с плацдарма канала Северский Донец — Донбасс под Бахмутом подразделения российской 72-й мотострелковой бригады, вновь сформированной в 2022 году. Затем украинские войска к северо-западу от Бахмута атаковали части 4-й бригады ВС РФ, происходящей из «милиции ЛНР».

### 10 мая
Губернатор Курской области Роман Старовойт заявил, что ПВО сбили украинский беспилотник в небе над селом Толмачёво, упавшие обломки повредили газопровод и жилой дом, пострадавших нет.

### 11 мая
Минобороны России заявило о несоответствии действительности сообщений о прорыве обороны российских войск на некоторых участках боевого соприкосновения на Украине, распространённых вечером того же дня. Ведомство сообщило о том, что были отбиты восемь атак ВСУ и три попытки проведения противником разведки боем, а также о продвижении частей ЧВК «Вагнер» на западе Бахмута. Минобороны РФ подчеркнуло, что контролирует общую обстановку.

### 12 мая
По информации представителя Минобороны РФ Игоря Конашенкова, ВСУ начали наступление к северу от Бахмута. В атаке приняли участие более 1000 военнослужащих и 40 танков. По словам Конашенкова, ВС РФ отразили 26 атак, но на одном участке российские военнослужащие были вынуждены отступить для перегруппировки у Берховского водохранилища.
Командующий Черноморским флотом Виктор Соколов заявил, что боеготовность флота повышается на фоне атак украинских беспилотников на порт Севастополь.

### 13 мая

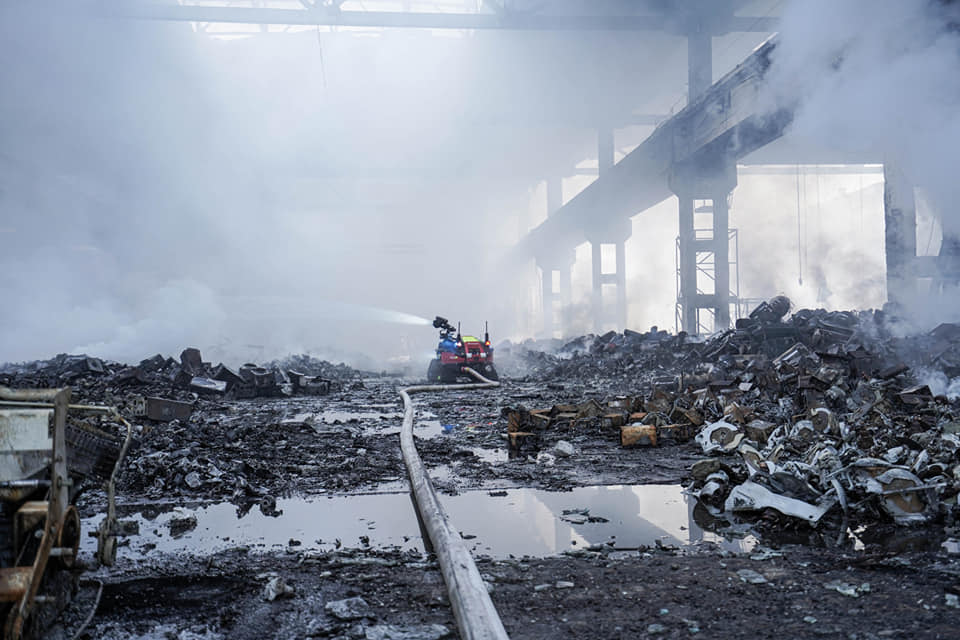
Робот тушит пожар на складе в Тернополе

Очередная российская атака беспилотниками-камикадзе. Воздушные силы Украины сообщили о 21 беспилотнике, из которых 17 удалось сбить (в том числе все летевшие на Киев, среди которых были дроны-разведчики). В Хмельницкой области повреждён объект критической инфраструктуры. Взрывная волна повредила жилые дома, учебные и медицинские учреждения и прочее; ранены 5 человек. В Николаеве повреждены жилой дом и здание предприятия; пострадали 3 человека.
В Брянской области России потерпела крушение группа из 4 российских летательных аппаратов: двух вертолётов Ми-8 и истребителей Су-35 и Су-34.
Вечером российская армия нанесла ракетный удар по Тернополю. Возник сильный пожар в промзоне, пострадали 2 человека. Это произошло в тот день, когда участники группы TVORCHI родом из Тернополя выступали с песней «Heart of Steel» в финале конкурса песни «Евровидение-2023» и после этого сделали своё заявление в соцсетях.

### 14 мая
Новый ночной обстрел Украины крылатыми ракетами и беспилотниками-камикадзе. По данным украинских военных, были выпущены ракеты «Калибр», Х-101, Х-555 и Х-55 и различные беспилотники. 25 беспилотников, в том числе 18 «Шахедов», и 3 крылатые ракеты, как сообщается, были сбиты.
Очередные попадания ракет в Тернопольской области. По данным местных властей, пострадали гражданские торговые и хозяйственные объекты; уничтожены 2 и повреждены 12 частных домов. В Харькове был удар по объекту транспортной инфраструктуры.

### 15 мая

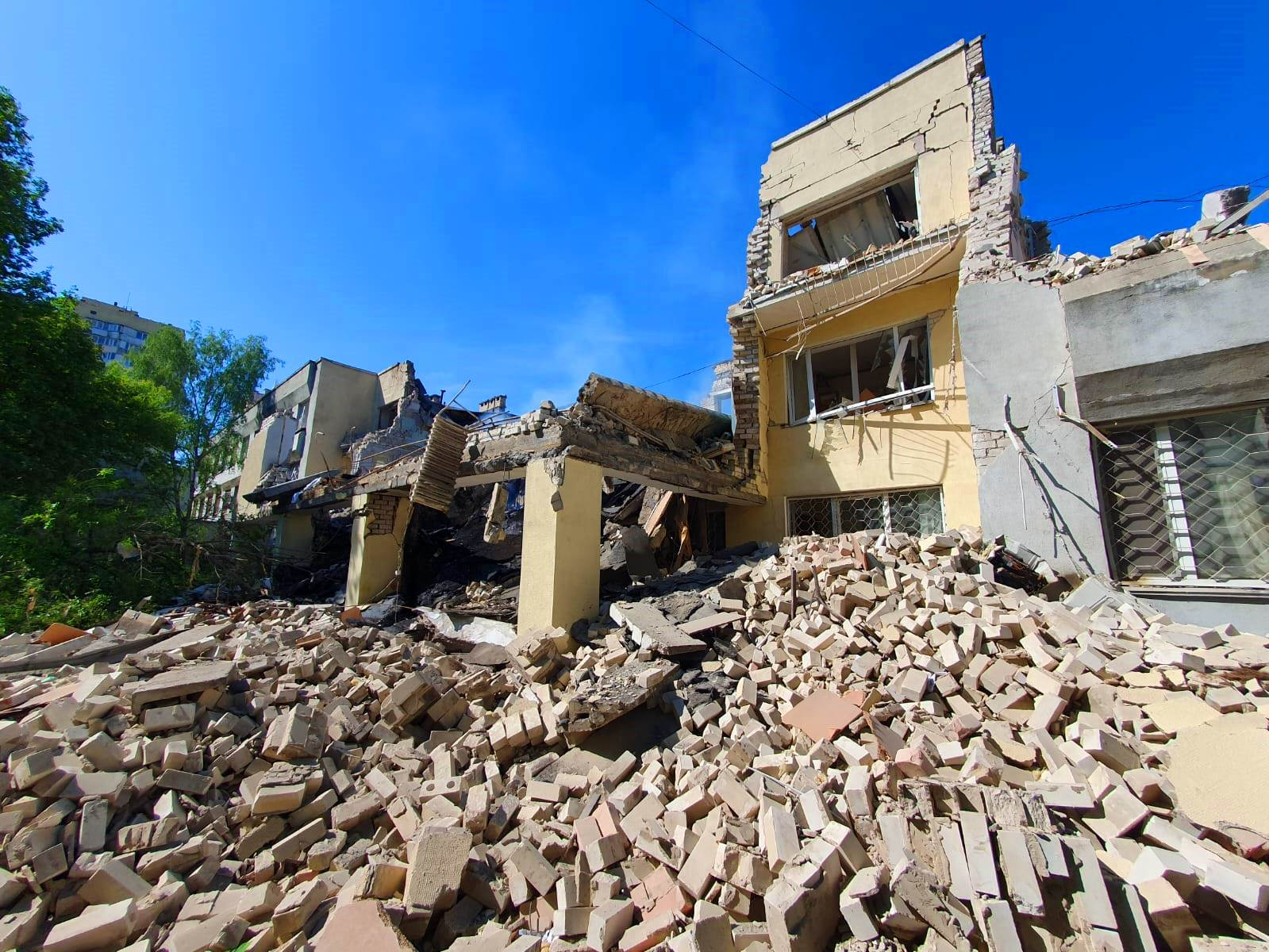
Херсонская академия непрерывного образования после удара дроном-камикадзе 15 мая

Министерство обороны РФ впервые заявило, что российской ПВО удалось перехватить британскую крылатую ракету большой дальности Storm Shadow (где это произошло, не уточнялось). По данным ведомства и представителей ЛНР, такими ракетами был атакован Луганск. Также МО РФ сообщило о поражении ракет американского производства HIMARS и HARM. Подтверждения этой информации из других источников не было.

### 16 мая

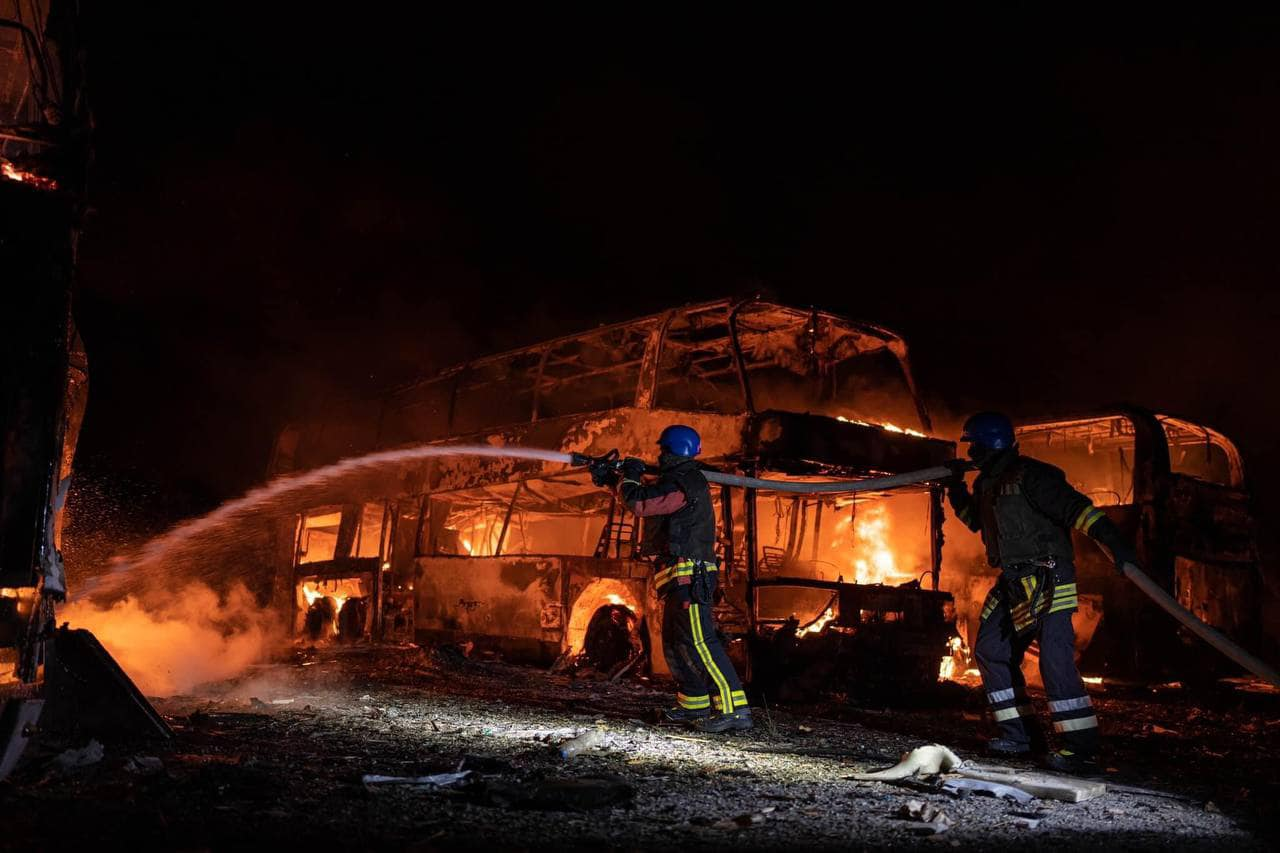
Горящие автобусы в Киеве

Ночью российская армия вновь атаковала Украину ракетами и беспилотниками. По данным украинских военных, обстрел шёл с севера, юга и востока; самолёты МиГ-31 выпустили 6 гиперзвуковых ракет «Кинжал», корабли в Чёрном море — 9 крылатых ракет «Калибр», а установки наземного базирования — 3 ракеты типов С-400 и «Искандер-М». Кроме того, были запущены 6 ударных беспилотников Shahed 136/131 и 3 разведывательных беспилотника «Орлан-10» и Supercam. Согласно украинским военным, все ракеты и беспилотники были сбиты.
В пяти районах Киева зафиксировано падение обломков; пострадали 3 человека и сгорело несколько машин. Это была восьмая с начала мая атака на город и, по данным местных властей, исключительно «плотная»: с большим количеством ракет за короткое время.
Министерство обороны России заявило об уничтожении в Киеве ракетным комплексом «Кинжал» ракетного комплекса «Пэтриот». СМИ сообщили о видео с городских камер, где 30 ракет, выпущенных из украинского ПВО, отражают атаку, две из них падают на землю, а через 8 минут на месте пуска раздаётся взрыв. Впрочем, видео не даёт представления, насколько точно совпадают места пуска и взрыва. Представитель Воздушных сил ВСУ Юрий Игнат не стал комментировать сообщение Минобороны РФ и повторил заявление, что в ночь на 16 мая были сбиты 100 процентов целей.
На следующий день Reuters со ссылкой на двух официальных представителей США сообщил, что система «Patriot», вероятно, была повреждена, но не уничтожена. Украина и США анализируют степень ущерба и обсуждают способы ремонта пострадавшей системы; по предварительным данным, вывозить её из страны на ремонт не понадобится. Аналогичные данные привёл CNN со ссылкой на трёх чиновников США: «Пэтриот» получил минимальные повреждения, продолжает функционировать и его не нужно будет отвозить на ремонт. В частности, остался неповреждённым радар. Позже CNN, ссылаясь на источники в Пентагоне, сообщил о повреждении генератора батареи Patriot и части электроники системы. 18 мая Пентагон сообщил, что «Пэтриот» отремонтирован и полностью боеспособен.
Минобороны РФ 17 мая выступило с заявлением, что при ночном обстреле столицы Украины ракетой «Кинжал» были полностью уничтожены РЛС и пять пусковых установок системы «Patriot».

### 18 мая

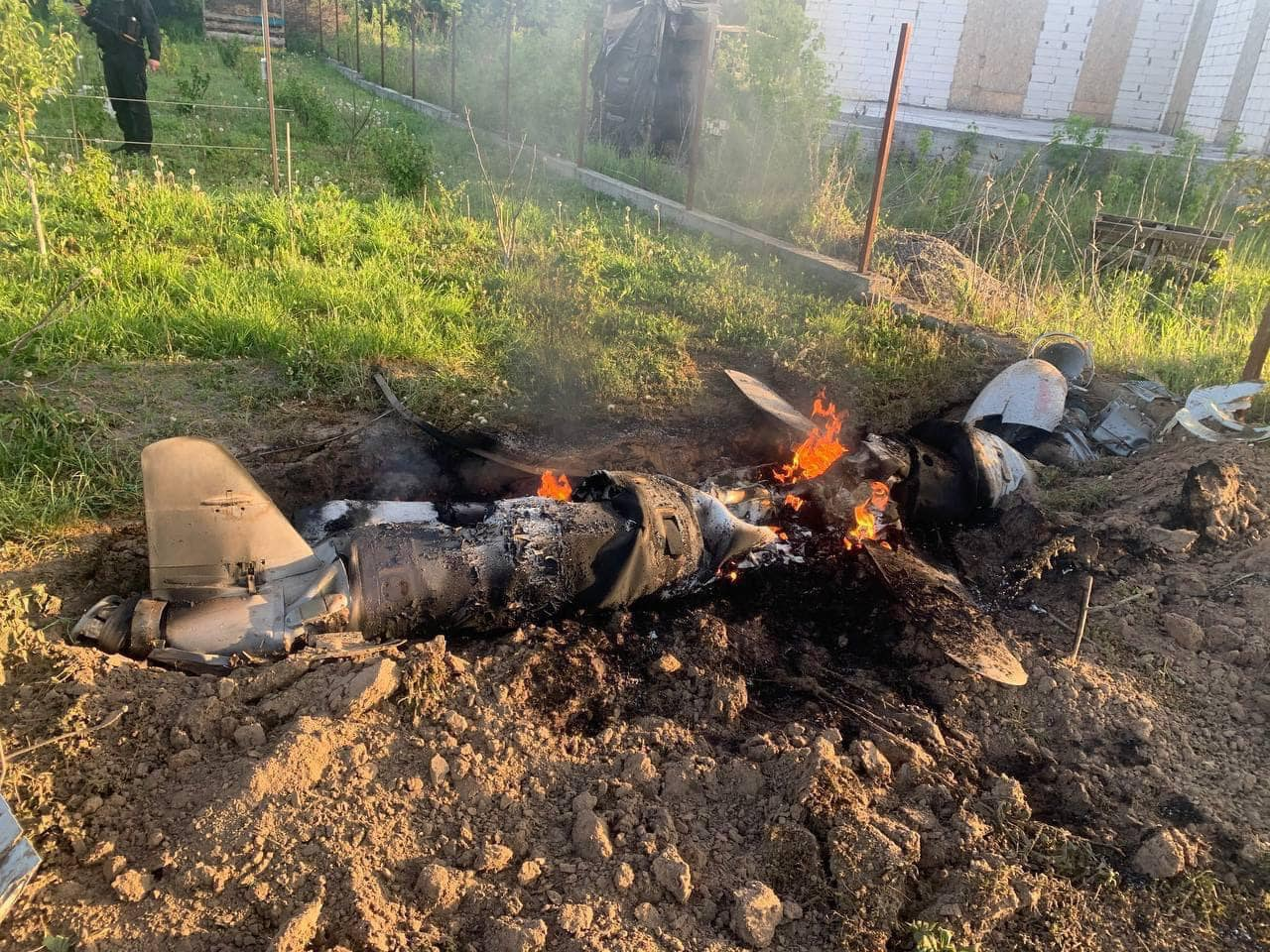
Сбитая крылатая ракета в Киевской области

В ночь на 18 мая российская армия нанесла новую серию ударов по Украине. По данным украинской стороны, самолётами стратегической авиации были выпущены 22 крылатые ракеты Х-101/Х-555, кораблями в Чёрном море — 6 крылатых ракет «Калибр» и наземными установками — две крылатые ракеты «Искандер-К». 29 из этих 30 ракет, а также два ударных и два разведывательных дрона, как сообщается, были сбиты.
Часть ракет летела на Киев, что стало девятой с начала мая атакой на город. По данным местных властей, все воздушные цели были уничтожены. В трёх районах Киева отмечено падение обломков; возник пожар в гаражном кооперативе. В Хмельницкой области было попадание в объект инфраструктуры. В Одессе пострадал промышленный объект; один человек погиб и двое были ранены. Кроме того, сообщалось о взрывах в Винницкой и Житомирской области, а также в Харькове.

### 19 мая
В ночь на 19 мая российские войска в очередной раз атаковали Украину ракетами и беспилотниками-камикадзе. По данным украинских военных, с севера и юго-востока были запущены 22 беспилотника «Шахед», из которых удалось сбить 16, а с кораблей в Чёрном море — 6 ракет «Калибр», из которых сбиты 3.
В десятый раз за месяц под удар попал Киев. По данным местных властей, все воздушные цели были сбиты. В Кривом Роге пострадали частное промышленное предприятие и административное здание, ранены два человека. Во Львове, по предварительной информации, беспилотники целились в объект критической инфраструктуры.

### 20 мая
В ночь на 20 мая российская армия совершила очередную атаку на Киев беспилотниками «Шахед». По данным украинских военных, было выпущено 18 беспилотников и все они были сбиты. В 4 районах города упали обломки, вызвав пожар в жилом доме, повреждения здания СТО, автотранспорта и прочего.
Евгений Пригожин заявил о полном контроле Бахмута, а представители Украины — о продолжении боёв в городе.

### 22 мая

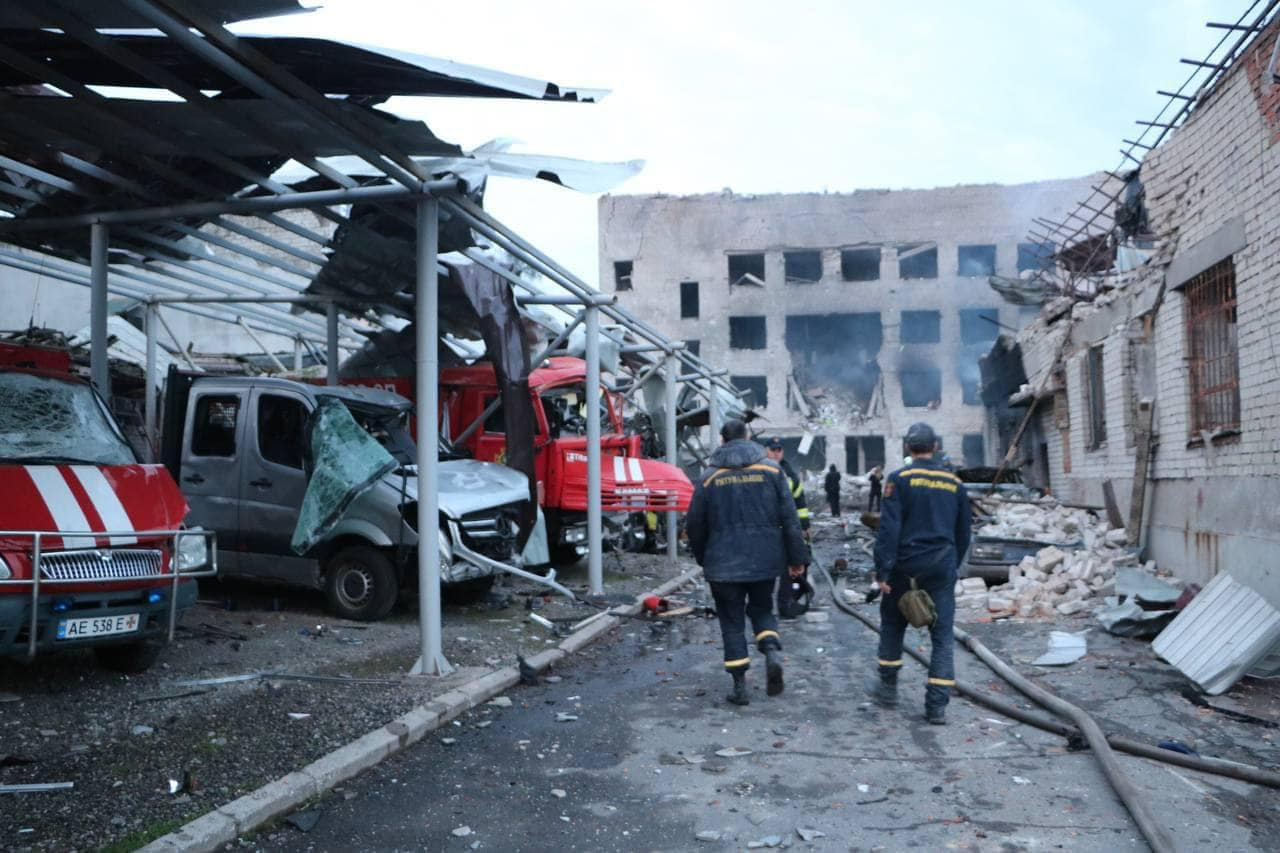
Разрушенная обстрелом пожарная часть в Днепре

Представители «Русского добровольческого корпуса» и легиона «Свобода России» пересекли границу с Россией и вошли на территорию Грайворонского района Белгородской области. Произошли бои в районе сёл Дроновка, Глотово, Козинка и Гора-Подол, а также на окраине города Грайворон. Российские власти сообщили о нападавших как о диверсионной группе ВСУ.

### 24 мая
По сообщению Минобороны России, утром российский корабль «Иван Хурс», выполнявший патрулирование для обеспечения безопасности трубопроводов «Голубой поток» и «Турецкий поток», уничтожил три украинских морских беспилотника, атаковавших его в 140 километрах к северо-востоку от Босфора.

### 25 мая
В ночь на 25 мая российская армия вновь атаковала Украину иранскими беспилотниками. По данным украинских военных, с северного и южного направлений были запущены 36 беспилотников, и все они были сбиты. Об атаках сообщали власти Киева и нескольких областей.
Очередной обмен пленными: украинская сторона сообщила о возврате 106 своих военнослужащих, российская количество освобождённых не назвала.

### 26 мая
В ночь на 26 мая российская армия атаковала Украину крылатыми ракетами и иранскими беспилотниками-камикадзе. По данным украинских военных, было выпущено 10 ракет Х-101/Х-555, 7 ракет С-300/С-400 и 31 ударный беспилотник Shahed-136/131. 10 ракет, 23 ударных и 2 разведывательных беспилотника удалось сбить. Попадания были в Днепропетровской и Харьковской областях. В Днепре, по данным местных властей, пострадали частный дом, два частных предприятия, транспортное предприятие и заправка. Беспилотниками обстреляна Марганецкая община Днепропетровской области. В Харьковской области беспилотники летели на Изюм и Мерефу; пострадали учебное заведение, предприятие и гараж. Часть ракет летела на Киев. По данным городской администрации, все они были сбиты, но обломки повредили несколько зданий и автомобили.

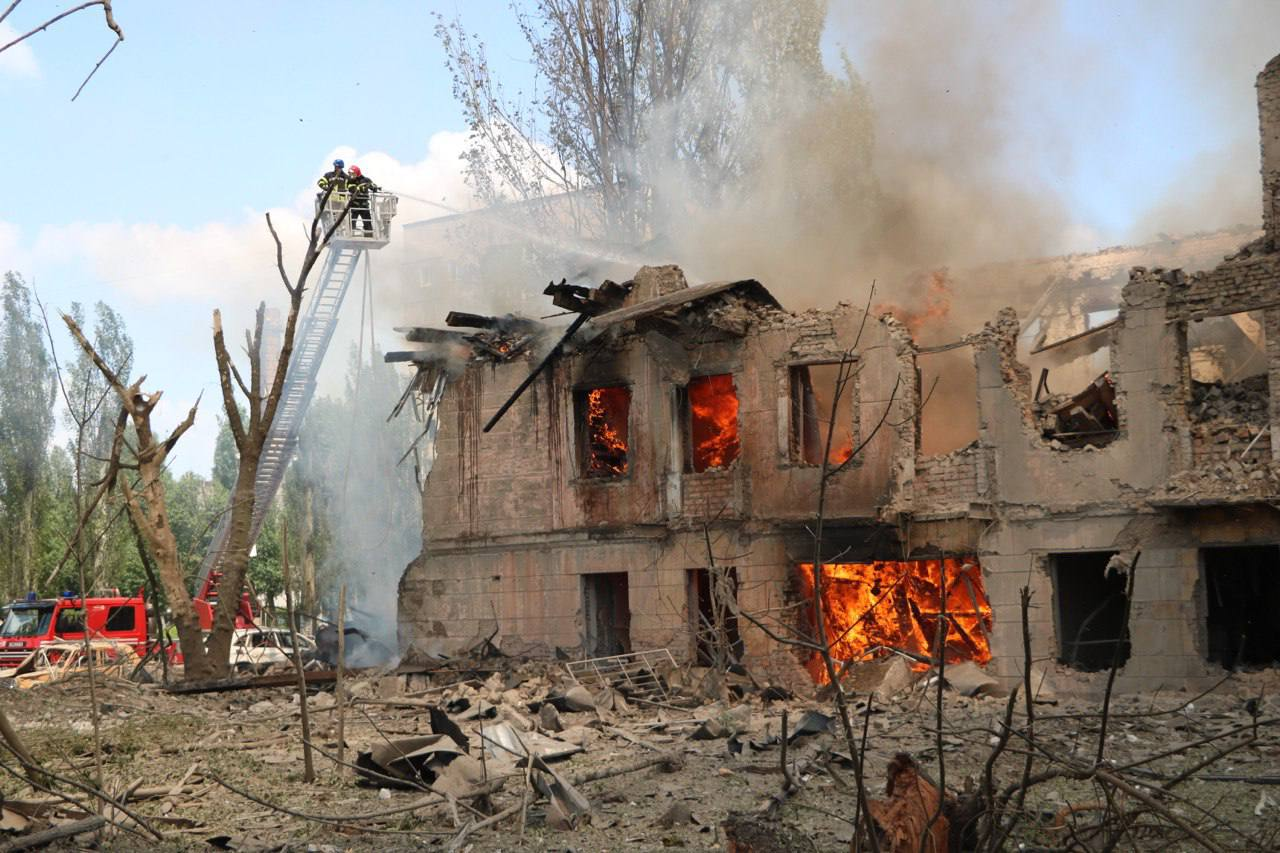
Больница в Днепре после ракетного удара

Днём российским ракетным ударом были разрушены больница и ветеринарная клиника в Днепре. Погибли 4 человека и ранены 32.
В Краснодаре прозвучали взрывы. По данным местных властей, падением двух беспилотников повреждены офисное здание и жилой дом. Целью могла быть вышка сотовой связи.

### 28 мая
В ночь на 28 мая российская армия снова атаковала Украину ударными беспилотниками Shahed-136/131. По данным украинских военных, из Брянской области и Краснодарского края было выпущено 59 беспилотников, из которых 58 удалось сбить. Бо́льшая часть беспилотников летела на Киев, где в этот день отмечался день города. Это была самая массированная атака на Киев с начала войны: местные власти сообщают, что были сбиты более 40 беспилотников. Упавшие обломки повредили несколько зданий и вызвали несколько пожаров. Погиб один человек и были ранены ещё два.
Главное управление МЧС России по Краснодарскому краю сообщило о том, что несколько беспилотников пытались приблизиться к территории Ильского нефтеперерабатывающего завода. Все они были уничтожены ПВО.

### 29 мая

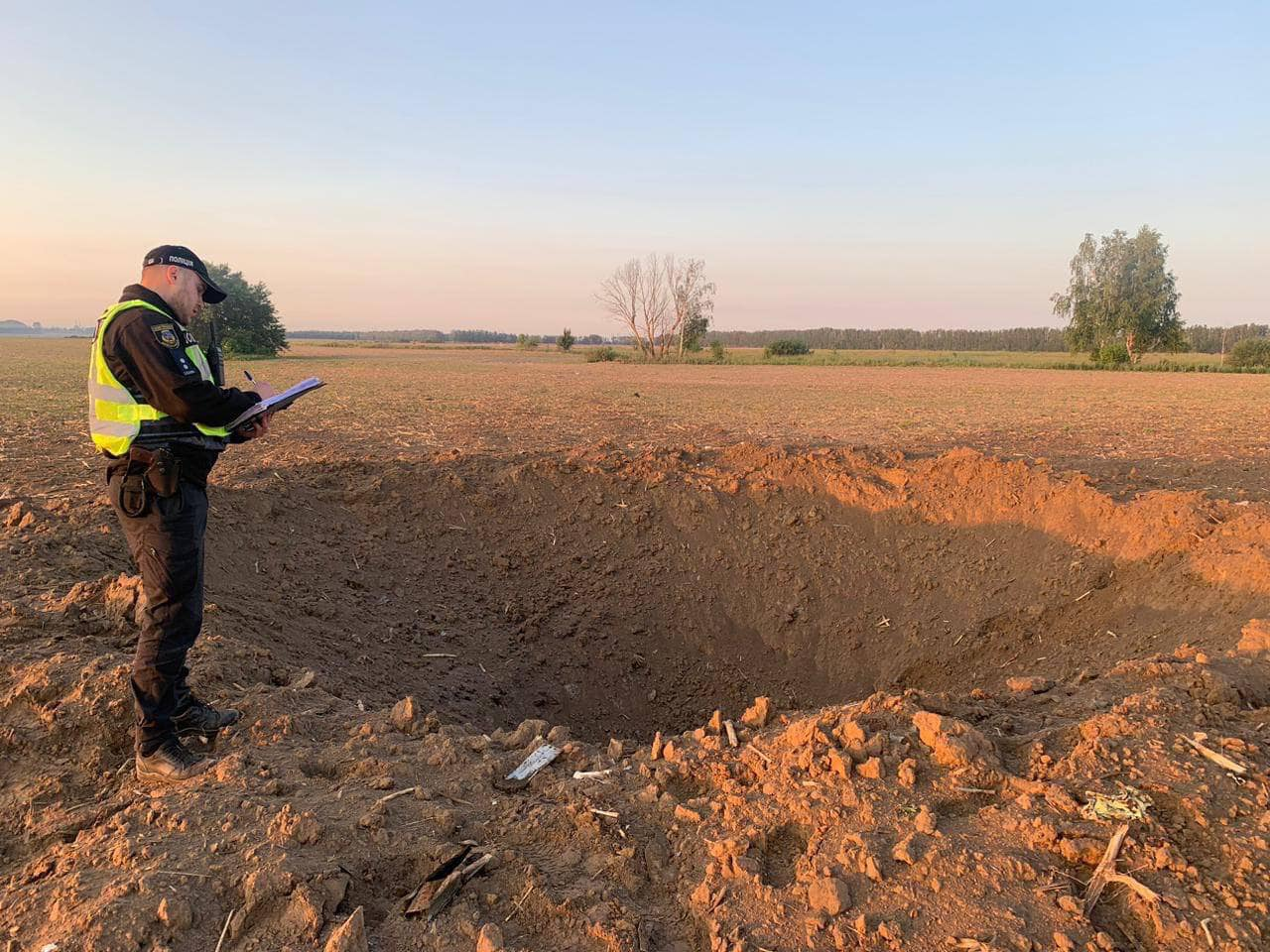
Документирование последствий обстрела в Киевской области

В ночь на 29 мая российская армия опять атаковала Украину ракетами и беспилотниками. Командование Воздушных сил Украины сообщает, что самолёты Ту-95МС из района Каспийского моря выпустили около 40 крылатых ракет Х-101/Х-555, а с северного и южного направлений было запущено 35 беспилотников Shahed-136/131. По данным украинских военных, 37 ракет, 29 ударных беспилотников и 1 разведывательный были сбиты.
Более 40 беспилотников и ракет, по данным местных властей, летели на Киев, и все они были сбиты. Это стало 15-й атакой на город с начала мая. Обломками повреждён частный дом. В Киевской области есть повреждения жилых домов и объектов инфраструктуры. В Одессе дроны вызвали пожар на объекте портовой инфраструктуры. В Хмельницкой области повреждён военный объект.
По сообщению офиса губернатора Хмельницкой области, утром Вооружённые силы РФ нанесли авиаудар по военной цели в Хмельницкой области, не уточнив, о каком именно военном объекте речь. В результате 5 самолётов получили повреждения и не могут использоваться, возникли пожары на складах горюче-смазочных материалов и боеприпасов, и была повреждена взлётно-посадочная полоса. По информации Reuters, до вторжения в Хмельницкой области находился крупный военный аэродром.
Днём был совершён новый обстрел Киева — по данным украинских военных, 11 баллистическими ракетами «Искандер-М» и «Искандер-К» с северного направления. Городская администрация сообщила, что все они были сбиты. В нескольких районах упали обломки, из-за которых загорелась крыша здания и был ранен один человек. Были обстреляны также Днепропетровская и Харьковская области. В Днепропетровской области, по данным местных властей, погиб один человек и пострадали 9; в Харьковской ранены семеро, повреждены несколько зданий и газопровод.

### 30 мая

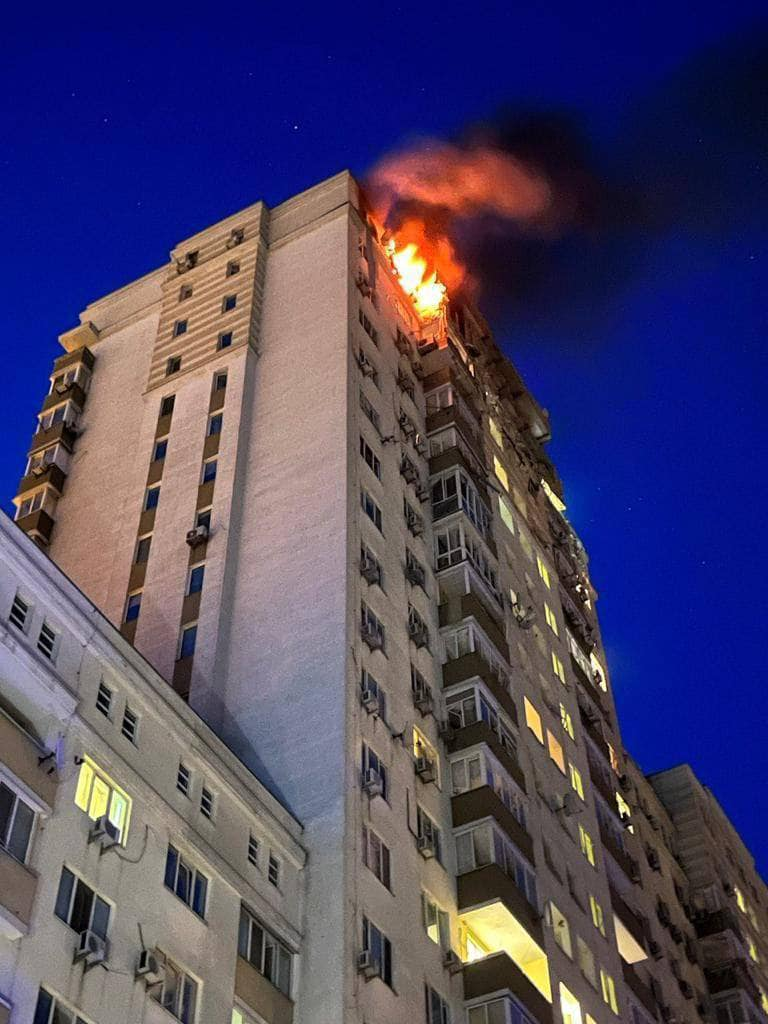
Загоревшийся от падения обломков дом в Киеве

В ночь на 30 мая российская армия осуществила массированную атаку Киева беспилотниками Shahed-136/131 — в третий раз за последние сутки и в 17-й раз с начала мая. По данным Воздушных сил ВСУ, с севера и юга был запущен 31 беспилотник, 29 из которых удалось сбить. Власти Киевской области сообщили о повреждении обломками сбитых дронов нескольких домов, нежилых помещений и автомобилей. В Киеве падающие обломки повредили многоэтажный дом в Голосеевском районе: два верхних этажа разрушены, возник пожар. Погиб один человек. Повреждения домов и автомобилей отмечены и в других районах. 9 человек в городе и 4 в области ранены; четверо раненых госпитализированы.
Атака беспилотников на Москву: повреждены несколько домов. Работала ПВО, часть беспилотников была сбита на подлёте. По словам мэра Сергея Собянина, серьёзно пострадавших не было.

### 31 мая
По словам губернатора Белгородской области Вячеслава Гладкова, ВСУ в третий раз за неделю нанесли удар по Шебекино. В результате обстрела получили ранения 4 человека, были повреждены здания (8-этажный жилой дом, 4 частных строения, школа) и автомобили. Два человека госпитализированы.
По заявлению российской стороны, в результате ночного обстрела ВСУ посёлка Карпаты в Луганской области были убиты пять человек и 19 получили ранения.
Министерство обороны РФ заявило, что 29 мая в результате удара высокоточным оружием у причала Одесского порта был уничтожен последний корабль ВМС Украины «Юрий Олефиренко»; пресс-секретарь ВМС Украины Олег Чалык отказался комментировать это заявление. Представители ВСУ заявили, что в результате мощных авиаударов в порту Одессы была повреждена инфраструктура, возникли пожары, степень ущерба устанавливается.
Также МО РФ заявило о вытеснении украинских подразделений из восточной части Донецкой области в районе Красногоровки и Ясиноватой.
Кремль выпустил заявление, согласно коротому, несмотря на обстрелы Белгородской области и атаку беспилотников на Москву, военное положение в стране вводиться не будет.